# Verjnodniprovsk
Verjnodniprovsk (en ucraniano: Верхньодніпровськ) es una ciudad ucraniana perteneciente al óblast de Dnipropetrovsk. Situada en el centro del país, es parte del raión de Kamianské y centro del municipio (hromada) homónimo.

## Toponimia
El nombre del lugar en ruso es Verjnedneprovsk (en ruso: Верхнеднепровск).

## Geografía
Verjnodniprovsk está situada en la orilla derecha de la presa de Dniprodzerzhinsk sobre el río Dniéper, 25 km al noroeste de Kamianské y 53 kilómetros noroeste de Dnipró.

## Historia
La localidad que es el origen de la ciudad actual existe desde el siglo XVII. En este emplazamiento se creó el slobodá de Grigorivka en 1780, año considerado como la fecha oficial de la fundación de la ciudad. En 1785, Grigorivka fue rebautizado como Novogrigorivka, y en 1806 como Verjnodniprovsk, centro de un uyezd de la gobernación de Yekaterinoslav. A finales del siglo XIX contaba con 7671 habitantes y diez fábricas (fábricas de bujías, molinos de vapor). En Verjnodniprovsk se realizan cuatro ferias al año. La ciudad posee varias escuelas, una iglesia ortodoxa, una sinagoga y una casa de oración israelita. Durante la década de 1930, en las condiciones de industrialización, la industria de Verjnodniprovsk comenzó a crecer. 
Durante la Segunda Guerra Mundial, Verjnodniprovsk fue ocupada por la Alemania nazi desde el 21 de agosto de 1941 hasta el 22 de octubre de 1943, siendo durante ese tiempo la capital del distrito Verjne-Dnieprovsk dentro del Comisariado Imperial de Ucrania.
Verjnodniprovsk recibió el estatuto de ciudad en 1956. Desde el 30 de diciembre de 1962 al 4 de enero de 1965 tuvo la condición de ciudad de importancia regional.
El 4 de abril de 2016, el busto de Volodímir Scherbitski en Verjnodniprovsk fue eliminado del registro estatal y perdió su condición de monumento. El busto fue desmantelado el 18 de enero de 2024.
Verjnodniprovsk fue centro del raión de Verjnodniprovsk hasta 2020, año en el que se hizo una reforma administrativa que redujo el número de raiones del óblast de Dnipropetrovsk a siete, y la ciudad pasó a ser parte del raión de Kamianské.

## Demografía
La evolución de la población de Verjnodniprovsk entre 1858 y 2022 fue la siguiente:
| 2568                                                          | 6701 | 7308 | 5882 | 9124 | 13 394 | 20 065 | 22 708 | 16 976 | 16 639 | 16 885 | 16 364 | 15 477 |
| (Fuente: Cities & Towns of Ukraine y UKRAINE: Größere Städte) |      |      |      |      |        |        |        |        |        |        |        |        |

Según el censo de 2001, el 89,41% de la población son ucranianos y el 9,05% son rusos. En cuanto al idioma, la lengua materna de la mayoría de los habitantes, el 89,01%, es el ucraniano; del 10,47% es el ruso.

## Infraestructura

### Transporte
La ciudad está ubicada a 13 km de la estación de tren llamada Verjnodniprovsk en Novomikolaivka (en la línea Verjívtseve-Dnipró). A través de la carretera nacional N-08, que recorre la ciudad, se puede llegar a la ciudad de Kamianské.

## Personas importantes
- Vsevolod Balitsky (1892-1937): oficial soviético, comisario de Seguridad Estatal de 1.ª clase del NKVD (equivalente a un general de cuatro estrellas).
- Volodímir Scherbitski (1918-1989): político soviético ucraniano, secretario del Partido Comunista de Ucrania (1972-1989).
- Inessa Tushkanova (1987): una piloto de rallies y modelo ucraniana.

## Galería

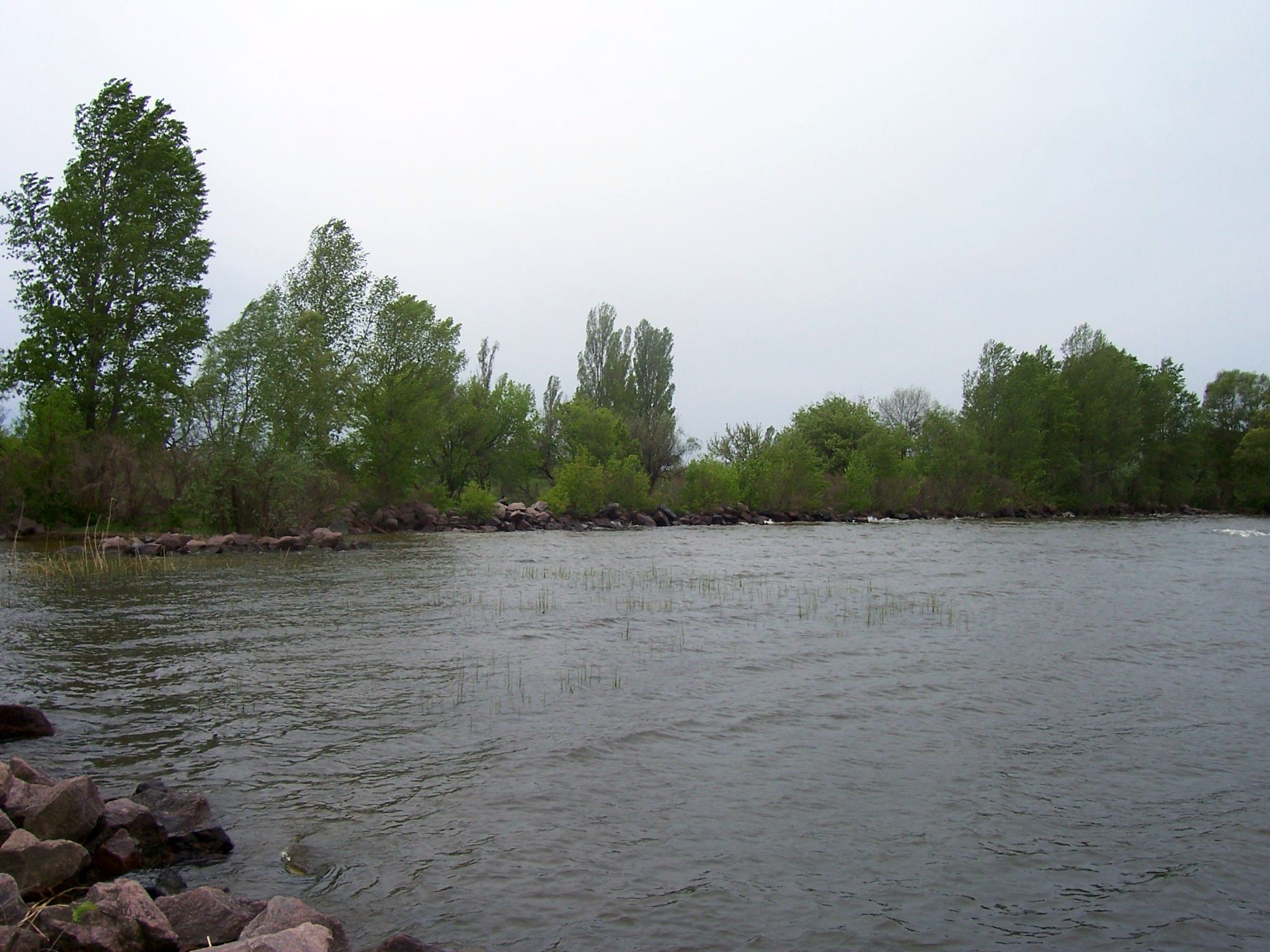
Río Dniéper en Verjnodniprovsk
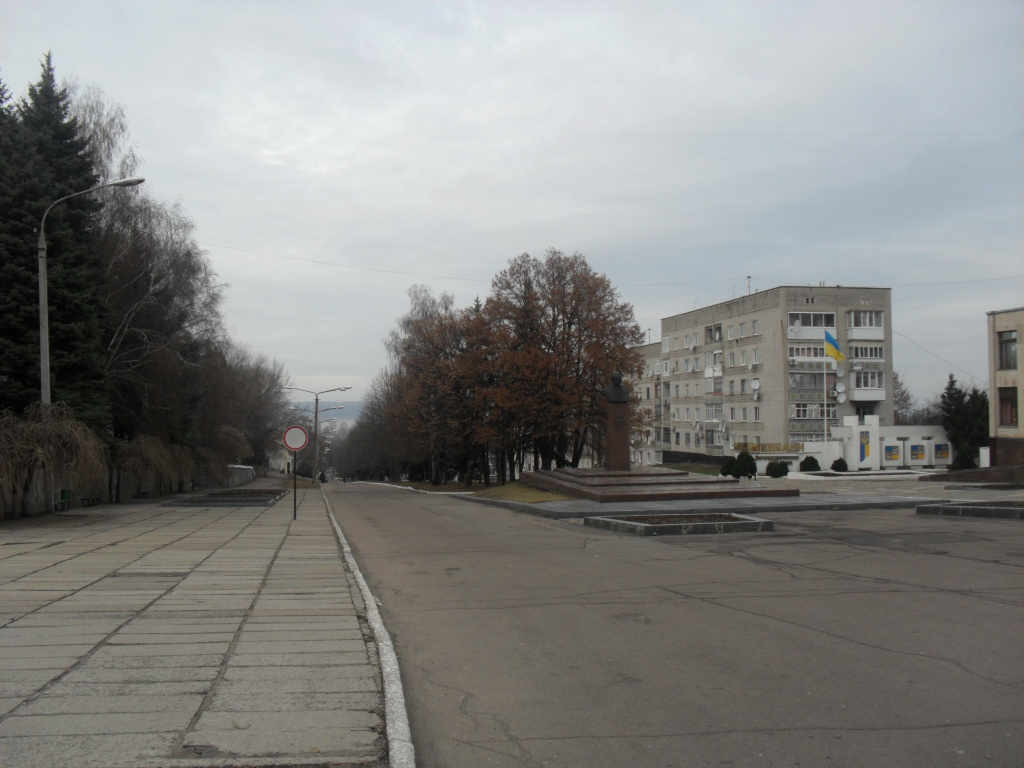
Centro de Verjnodniprovsk
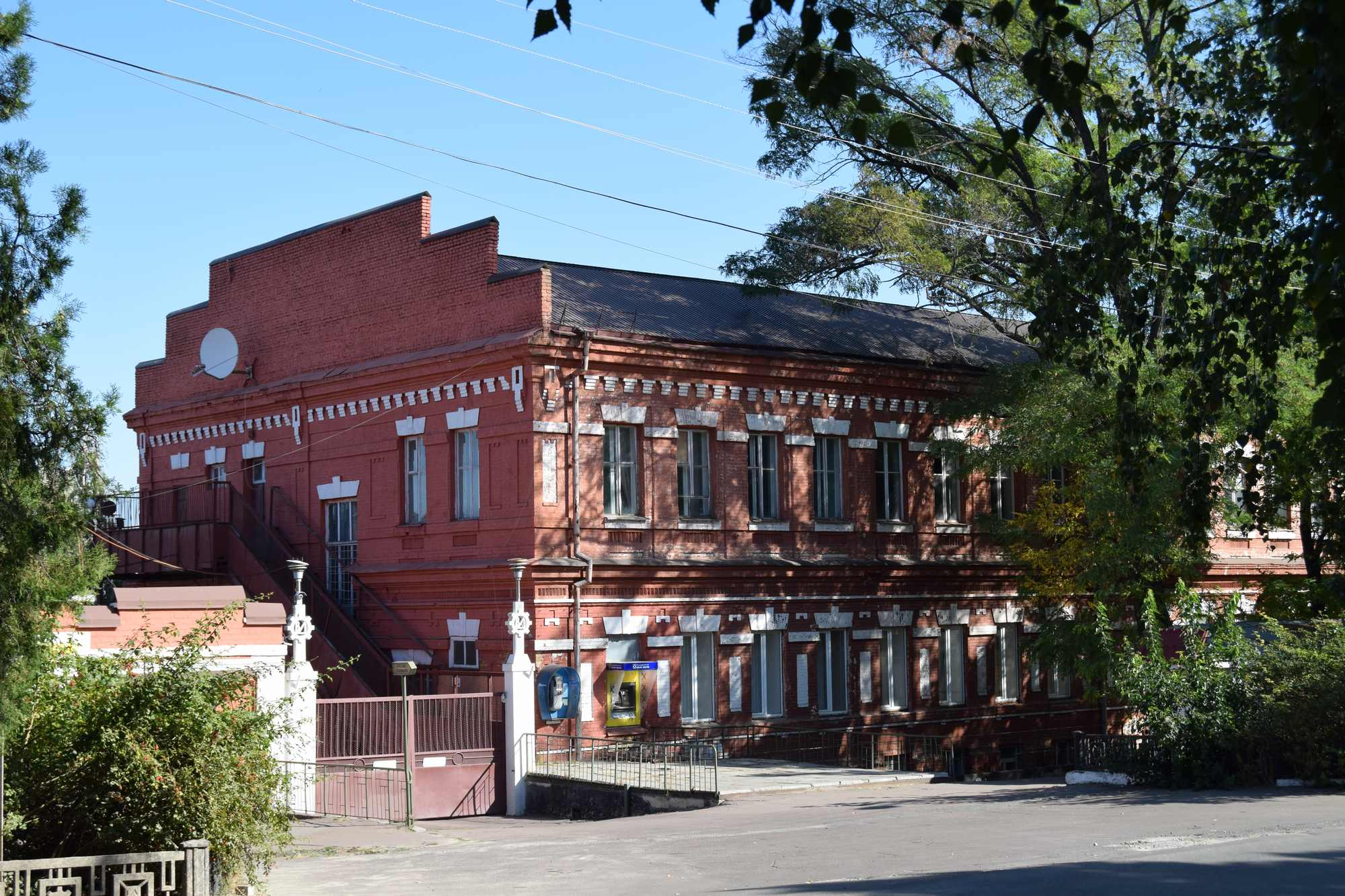
Antigua fábrica
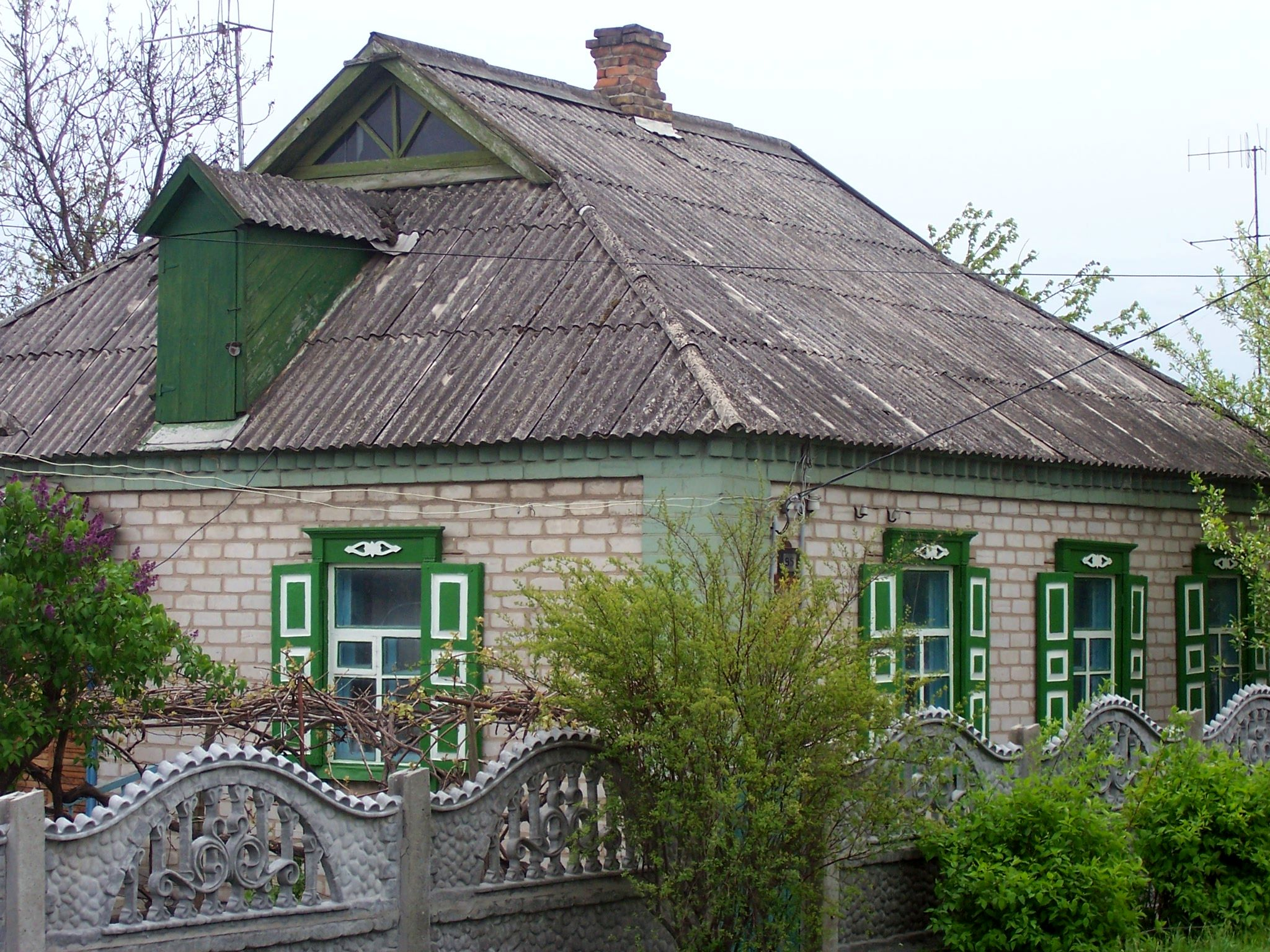
Casa antigua
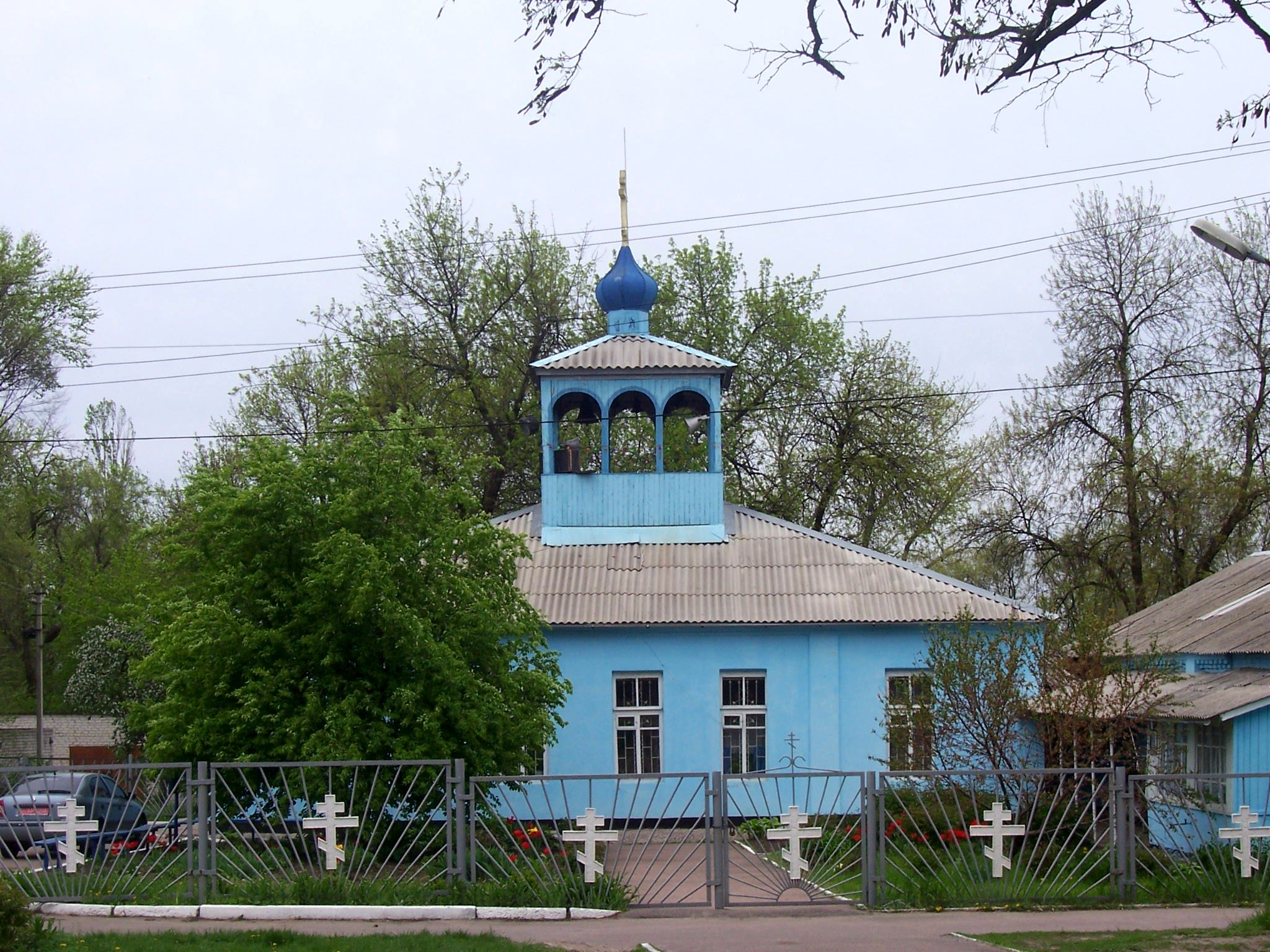
Iglesia de Verjnodniprovsk